# Erythroxylaceae
Las eritroxiláceas (Erythroxylaceae) son una familia de plantas leñosas dicotiledóneas perteneciente al orden Malpighiales, de distribución pantropical. Tiene 260 especies incluidas en áreas de las regiones subtropicales de los dos trópicos, en África, Madagascar, sudeste Asiático y Australia tropical, incluyendo islas como Nueva Caledonia. Alrededor de 200 especies americanas, han cambiado el enfoque de su biodiversidad en América del Sur.

## Generalidades
A esta familia pertenecen los arbustos nativos de América del Sur, cuyas hojas se mastican tradicionalmente por la población local y cuyo cultivo ilícito a gran escala produce el famoso alcaloide cocaína. 
La familia es de origen antiguo y es una familia muy afín a las Linaceae, en la cual algunos taxónomos antiguos la incluían. 
Hoy no cabe duda de su autonomía debido a los frutos drupáceos, los estambres monadelfos, los pétalos con apéndices en su cara adaxial y los filamentos estaminales formando un tubo que cubre la mitad inferior del gineceo. 
La familia Erythroxylaceae presenta cuatro géneros y 260 especies todas de arbustos o árboles. El género nectaropetalón tiene tres especies africanas. Pinacopodium presenta al menos una especie en la cuenca del río Congo y el género Erythroxylum se extiende por Asia, Australia, las islas de Oceanía y ambas Américas. Las poblaciones suramericanas de Erythroxylaceae del género Erythroxylum se encuentran a menudo en peligro debido a la tala indiscriminada en las reducidas áreas que ocupan. Con todo muestran una larga adaptación de parte de las especies americanas a condiciones distintas al bosque húmedo originario. Cuenta con numerosas especies endémicas, algunas con un área de distribución pequeña las cuales ocupan las regiones desérticas tropicales cálidas y los bosques húmedos amazónicos, entre los 150 y 720 m de altitud. Las especies suelen estar muy especializadas a un tipo de hábitat concreto, lo cual dificulta su expansión. Algunas especies rehúyen las zonas de selva inundable.
La coca, Erythroxylum coca, es originaria de las escarpadas estribaciones de los Andes amazónicos.
La catuaba, Erythroxylum catuaba, es un árbol pequeño que produce flores amarillas y naranjas y una pequeña fruta venenosa de forma oval de color naranja oscuro.
Crece en el norte de Brasil en el bosque tropical amazónico. La catuaba no contiene ninguno de los alcaloides activos de la coca. Cuenta sin embargo con un largo uso como afrodisíaco. 
Una infusión de la corteza se usa tradicionalmente en Brasil como afrodisíaco y estimulante del sistema nervioso central. La catuaba tiene tres alcaloides, catuabina A, B y C, que aumentan la función sexual estimulando el sistema nervioso central. La decoción de la corteza se usa para la impotencia sexual, agitación, nerviosismo, dolor nervioso, debilidad nerviosa, memoria deficiente, falta de memoria o debilidad sexual.

## Características
Árboles o arbustos erguidos con hojas generalmente esparcidas y enteras. De hojas simples, alternas, estipuladas, con pecíolo breve, lámina entera.
Tiene inflorescencias breves, 1-8-floras. Las flores son casi siempre hermafroditas y tienen la forma poligonal regular de una estrella de cinco puntas. Las flores de esta forma son llamadas actinomorfas. Flores actinomorfas, pentameras, pétalos con apéndices ligulares en el haz; con dos verticilos de estambres un poco concrescentes en la base; gineceo con 3-4 carpelos concrescentes en un ovario con 3-4 loculos, solo suele desarrollarse un carpelo, con 1-2 rudimentos seminales. Por lo general las flores pequeñas y hermafroditas tienen simetría radial y son pentámeras con perianto doble. Algunas especies son dioicas. Los cinco sépalos están libres o fusionados. Los cinco pétalos están libres o parcialmente unidos y pueden tener escamas (lígulas). Flores solitarias o en fascículos cimosos axilares paucifloras, perfectas, actinomorfas, heterostiladas. 
Cáliz y corola, libres. Pétalos con apéndices ligulados en la haz. Tienen diez estambres, monadelfos con filamentos de dos distintas longitudes. Flores longistiladas con los 
estilos más largos que los estambres. Flores brevistiladas con los estambres mayores que los tres estilos. Gineceo súpero, 3-carpelar, 3-locular, con tres estilos, libres, estigmas 
capitados. Tres óvulos, de los cuales 2 abortan y se desarrolla solamente uno.
El fruto es una drupa con semillas generalmente con el cáliz persistente en la base.

## Taxonomía
La familia fue descrita por Carl Sigismund Kunth y publicado en Nova Genera et Species Plantarum (quarto ed.) 5: 175. 1822. El género tipo es:  Erythroxylum P. Browne. 

## Lista de géneros
- Género Aneulophus Benth.
- Género Erythroxylum P.Browne
- Género Nectaropetalum Engl.
- Género Pinacopodium Exell & Mendonça

## Lista de especies
- Género Aneulophus
  -  Aneulophus africanus

- Género Erythroxylum
  - Erythroxylum amplifolium
  - Erythroxylum argentinum
  - Erythroxylum coca
  - Erythroxylum catuaba
  - Erythroxylum confusum
  - Erythroxylum macrophyllum
  - Erythroxylum monogynum
  - Erythroxylum novocaledonicum
  - Erythroxylum panamensis
  - Erythroxylum sp. "Cholmondely Creek'

- Género Nectaropetalum
  - Nectaropetalum kaessneri
  - Nectaropetalum zuluense

- Género Pinacopodium
  - Pinacopodium congolense